# Arbeitsleiter
Arbeitsleiter (niem. naczelnik pracy) – tytuł paramilitarny w Narodowosocjalistycznej Partii Robotniczej Niemiec, istniejący w latach 1939-1945. Stopień Arbeitsleitera, zamienił inną rangę w NSDAP - Mitarbeitera i używany był jako niższy poziom rangi administracyjnej w partii nazistowskiej. Dodatkowo stopień ten dzielił się na trzy poziomy: Arbeitsleitera, Oberarbeitsleitera i Hauptarbeitsleitera. Ranga ta była wyższym stopniem Helfera.
Podział stopnia:

- Arbeitsleiter - Naczelnik pracy
- Oberarbeitsleiter - Starszy naczelnik pracy
- Hauptarbeitsleiter - Najstarszy naczelnik pracy

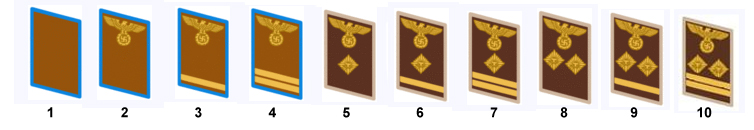
1: Anwärter (Nicht-Partei - niepartyjny), 2: Anwärter, 3: Helfer, 4: Oberhelfer, 5: Arbeitsleiter, 6: Oberarbeitsleiter, 7: Hauptarbeitsleiter, 8: Bereitschaftsleiter, 9: Oberbereitschaftsleiter, 10: Hauptbereitschaftsleiter.